# 宗伯
宗伯，中国古代官名。西周置，位次三公，为六卿之一，掌邦礼。春秋时鲁国亦置，掌管宗庙祭祀等礼仪。后世以大宗伯代称礼部尚书，以小宗伯代称礼部侍郎。